# 이서초등학교 (경북)
이서초등학교는 대한민국 경상북도 청도군 이서면 학산리에 있는 초등학교다.

## 학교 연혁
- 1927년 10월 22일 이서공립보통학교(4년제) 개교설립인가 6월 2일
- 1938년 4월 1일 이서공립심상소학교로 개칭
- 1941년 4월 1일 이서공립국민학교(6년제)로 개칭
- 1981년 3월 1일  병설유치원 개원
- 1993년 3월 1일 대전국민학교 통폐합
- 1996년 3월 1일 이서초등학교로 교명 변경
- 2008년 3월 1일 칠곡초등학교 통폐합
- 2018년 9월 1일 제23대 이수용 교장 부임
- 2020년 2월 12일 제90회 졸업식(총 졸업생수 8,117명)